# 轉龍壩菜河園
轉龍壩菜河園位於四川省瀘州市合江縣，文物遺址年代判定為清代。2007年6月1日公佈為四川省第七批文物保護單位。